# Peterskloster Merseburg

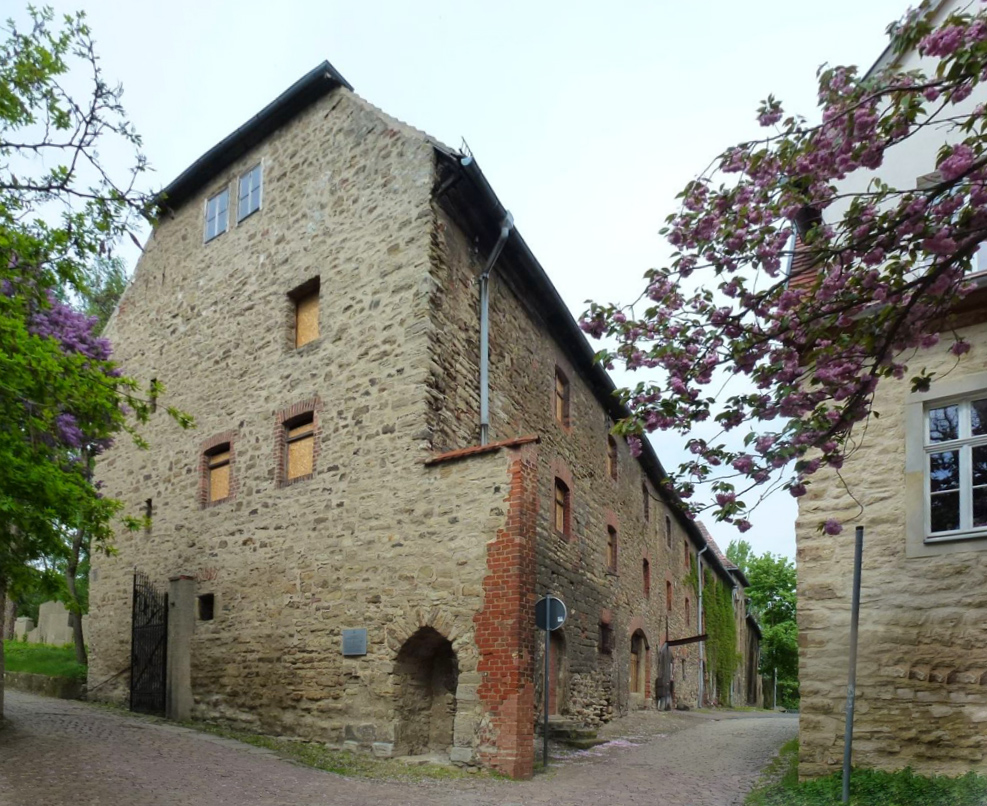
Restaurierte Reste des Klosters

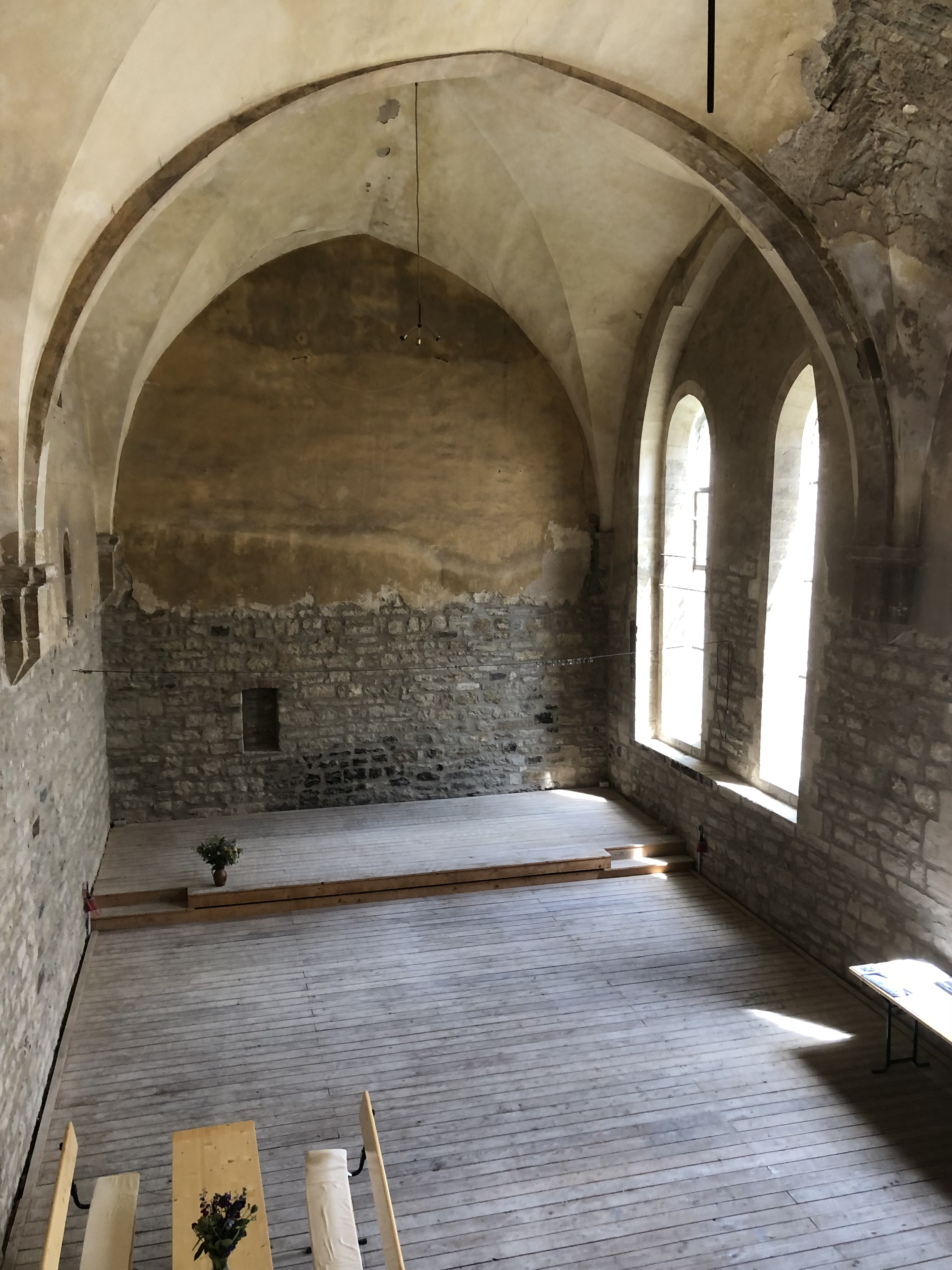
Blick in den Sommerremter, 2021

Das Peterskloster Merseburg, eigentlich Kloster St. Peter und Paul, war ein Benediktinerkloster in Merseburg vom 11. bis zum 16. Jahrhundert.

## Geschichte
Eine Kirche St. Petri in Altenburg wurde bereits 1012 erwähnt. Ob an dieser zwischenzeitlich das vormalige Domkapitel St. Johannes angesiedelt war, ist unsicher.
Das Kloster wurde wahrscheinlich vor 1073 gegründet. 1091 weihten es Bischof Werner von Merseburg und Erzbischof Hartwig von Magdeburg (erneut?). Das Kloster stand in den folgenden Jahrhunderten unter einem starken Einfluss der Bischöfe und des Domkapitels. Zwischen 1220 und 1250 wurden die Klausurgebäude, insbesondere der Sommerremter, das Dormitorium und die Marienkapelle erneuert. 1451 schloss es sich der Bursfelder Kongregation an.
Nachdem 1543 ein Versuch gescheitert war, eine Landesschule zu errichten, wurde das Kloster 1562 aufgelöst. Die Anlage verfiel und wurde in großen Teilen abgetragen. Erhalten blieben die südlichen und östlichen Klausurbauten. Die darunter befindlichen Keller stammen noch aus der Zeit um das Jahr 1250. Anfang des 17. Jahrhunderts wurde eine Pfarrwohnung eingerichtet, ab 1627 wurden die Gebäude für das Gestüt des herzoglichen Hofs genutzt. 1913 wurden die erhaltenen Reste restauriert und ein Heimatmuseum eingerichtet. Außerdem entstand ein neogotischer Torbogen. Die Grundmauern der nicht erhaltenen Klosterkirche wurden bei Ausgrabungsarbeiten freigelegt. 
Seit einigen Jahren wird das Gelände für kulturelle Angebote genutzt.